# Rick y Morty
Rick y Morty (en inglés: Rick and Morty) es una serie de televisión estadounidense de animación para adultos creada por Justin Roiland y Dan Harmon en 2013 para Adult Swim, también se emitió en Cartoon Network. La serie sigue las desventuras de un científico, Rick Sánchez, y su fácilmente influenciable nieto, Morty, quienes pasan el tiempo entre la vida doméstica y los viajes espaciales e intergalácticos. Dan Harmon, el cocreador de la serie y Justin Roiland son los encargados de las voces principales de Morty y Rick, la serie también incluye las voces de Chris Parnell, Spencer Grammer y Sarah Chalke. 
La serie se originó por un cortometraje rudimentario animado por Roiland para el festival de cine Channel 101 llamado Doc and Mharti, una parodia de los principales protagonistas de Back to the Future. Cuando la cadena NBC despidió a Harmon en 2013 por discusiones entre él y los ejecutivos de la serie que había creado, Community, él y Roiland desarrollaron una serie basada en los personajes ya creados por Roiland.
La sexta temporada se estrenó el 4 de septiembre de 2022 y consta de diez episodios. Se confirmó una séptima temporada como parte de un acuerdo a largo plazo con Cartoon Network que ordenó 70 nuevos episodios, que renovaron la serie hasta una décima temporada. Adult Swim cortó lazos con Justin Roiland en 2023 en medio de denuncias de violencia de género y anunció que volvería a contar sus roles.

## Argumento
Rick Sánchez es el estereotipo del «científico loco». Es un genio y buen tipo, pero es irresponsable, poco arreglado, alcohólico, egoísta, depresivo, sarcástico y con poca cordura. Rick por no poder pagar la renta de su antigua casa termina mudándose a la casa de su hija Beth y en ese momento se encuentra con su nieto Morty; un joven de 14 años sin expresión, tímido y no muy listo. Al juntarse con su nieto, Rick y Morty viven una variedad de aventuras a lo largo de universos paralelos. Y es mediante tantas vivencias y reflexiones que Rick busca que su nieto Morty no acabe como su padre, Jerry, un hombre muy poco exitoso que a pesar de tener buenas intenciones resulta ser bastante inútil en muchas ocasiones y depende mucho de su esposa, Beth.
A pesar de estar muy apegados, Rick y su nieto experimentan momentos en los que Summer Smith, hermana de Morty, se une en ocasiones a las pintorescas aventuras provocadas por Rick.

### Escritura
La fórmula general en Rick y Morty consiste en la yuxtaposición de dos escenarios que confluyen. Por un lado se muestran las aventuras que vive un abuelo extremadamente egoísta y alcohólico por lo vasto y desconocido del espacio intergaláctico o interdimensional, el cual arrastra a su nieto para que viaje con él. Estas aventuras se intercalan en cada episodio con dramas domésticos familiares más propios del género sitcom. Dan Harmon describe esta fusión de ciencia ficción y ambiente familiar como una mezcla de influencias entre las dos obras de Matt Groening: Los Simpson y Futurama, y las otras dos obras de Seth MacFarlane: Padre de familia y American Dad!. Por otro lugar, el coautor Justin Roiland comunicó la intención de los creadores de que la serie sobrepasara la continuidad tradicional en la televisión, optando así por storylines discontinuas, «no fijadas por reglas». Roiland describe cada episodio como «[su] propio punto de vista».

### Narrativa
Dan Harmon ha escrito en muchas ocasiones sobre la narrativa audiovisual. La más importante que se plasma en Rick y Morty es la diferencia entre la narrativa básica de formato largometraje y la narrativa básica que tiene como soporte la televisión (aludiendo sobre todo al género sitcom).
Todos los episodios de Rick y Morty siguen la estructura básica desarrollada por Harmon y que este llama «Embrión de una historia». Se trata de un esquema circular dividido en 8 pasos:
- 1. Un personaje está en su zona de confort.
- 2. Pero quiere algo.
- 3. Entra en una situación no reconocida.
- 4. Se adapta a ello.
- 5. Consigue lo que quiere.
- 6. Pero paga un alto precio.
- 7. Vuelve a la situación de partida, cómoda.
- 8. Ha cambiado.

Rick y Morty sigue este esquema pero adaptado a las series de televisión. La principal diferencia se encuentra en el concepto de cambio, el cual el propio Harmon opina que la televisión destruye. Según el coautor, la televisión «sustituye cualquier verdad significativa y por tanto potencialmente subvertiente que da la televisión con la "verdad" básica y eterna de que el cambio es innecesario». Así pues, el esquema circular quedaría así.
- 1. El protagonista.
- 2. Nota un pequeño problema.
- 3. Toma una decisión importante.
- 4. Esto provoca cambios.
- 5. Que dan satisfacción.
- 6. Pero hay consecuencias.
- 7. Que deben ser neutralizadas.
- 8. El protagonista debe admitir la futilidad del cambio.

La creación de este círculo estructural ha sido claramente influenciada por El héroe de las mil caras, de Joseph Campbell. También se puede apreciar similitudes con las teorías del guion cinematográfico que el autor Robert McKee revela en su obra El guion.

## Reparto y personajes

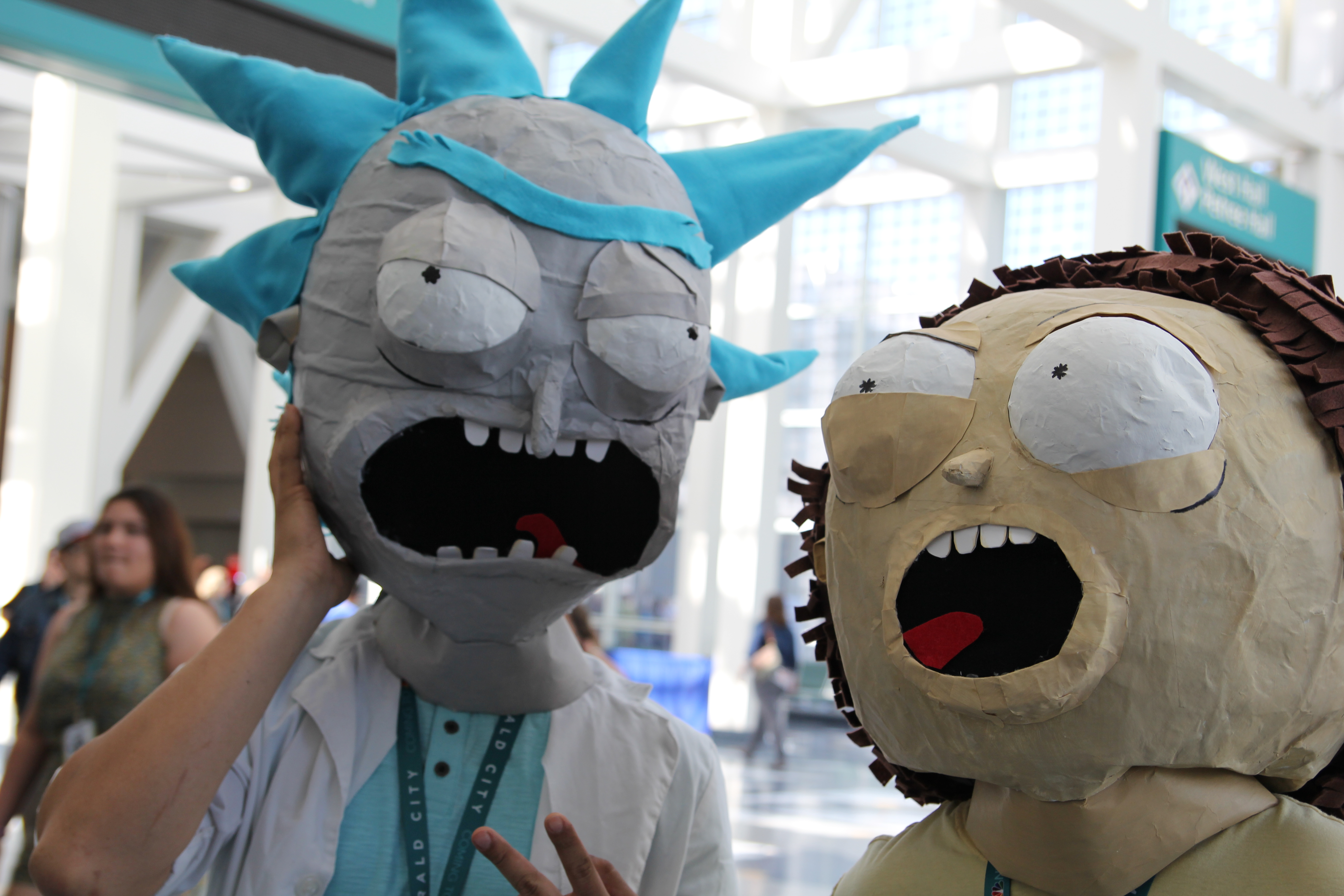
Un cosplay de Rick y Morty.

- Rick Sánchez (interpretado por Justin Roiland las primeras seis temporadas y por Ian Cardoni desde la séptima): Es un hombre mayor que trabaja como científico y  acostumbra a hablar de manera vulgar y entre eructos, y la mayoría de las veces tiene un rastro de saliva en la boca. Es padre de Beth, suegro de Jerry y el abuelo materno de Summer y Morty. Es un hombre que ha pasado gran parte de su vida viajando a través de diversas galaxias. Para él, la Tierra se llama Planeta Tierra del Universo C-137. Es poco agreglado, sarcástico, irresponsable, asocial, chiflado, ambicioso y desconsiderado ante su propia familia, criticando en numerosas ocasiones a su yerno por ser un hombre inseguro. Suele llevar a Morty a sus aventuras para pasar tiempo con el en sus viajes, llegando al punto de no distinguir el bien del mal. Sin embargo, la principal razón por la cual Rick dice necesitar a su nieto Morty en sus aventuras es debido al hecho de que sus ondas cerebrales consiguen hacer pasar desapercibidas a las de Rick, dando a entender que Morty es tan poco inteligente al punto de ser casi un escudo. Le tiene fobia a los piratas.
- Morty Smith (interpretado por Justin Roiland las seis primeras temporadas y por Harry Belden desde la séptima): Es un joven de 14 años, nieto de Rick, quien lo usa frecuentemente en sus aventuras. Posee una inteligencia pobre, es de estatura baja para su edad y está enamorado de una compañera de escuela llamada Jessica. Al avanzar la serie, toma más valor a la hora de enfrentar situaciones peligrosas. Con su bajo nivel de inteligencia sirve como contrapunto a la de su abuelo Rick, lo cual hace que sea el compañero de aventuras ideal. Morty es capaz de explotar de rabia y dar lecciones morales en objeción a la actitud y las acciones de los demás.
- Jerry Smith (interpretado por Chris Parnell): Es el padre de Morty y Summer, esposo de Beth y yerno de Rick. Es alguien conformista; Rick lo odia por ser un «bueno para nada», es un mal padre de familia, inseguro de sí mismo y debido a esta rivalidad, suele discutir con Beth. Es despedido de su trabajo en la agencia de publicidad donde trabajaba por su alto nivel de incompetencia y estupidez. Siempre entra en conflicto con Rick debido a que este siempre está de aventuras con Morty. Uno de sus pasatiempos es la apicultura, que aprende en algún momento durante la cuarta temporada.
- Summer Smith (interpretada por Spencer Grammer): Es la hermana mayor de Morty, de 17 años, una típica adolescente de escuela preparatoria que suele ser mandona con sus hermanos cuando sus padres no están, esta atenta todo el tiempo hablando en su celular con su novio y es superficial y obsesionada con embellecer su imagen frente a sus amigos. Es en general parecida a su madre y generalmente se la muestra como una chica lista y con sentido del humor, pero también muestras rastros de su padre como la búsqueda de aprobación. Ocasionalmente muestra celos de Morty por ser el acompañante de Rick en sus viajes interdimensionales. Ella muestra que se preocupa por Rick y lo ve como su héroe, a pesar de los malos tratos de este y su desprecio por su forma de vida de adolescente.
- Beth Smith (interpretada por Sarah Chalke): Es la hija de Rick, esposa de Jerry, y a la vez madre de Morty y Summer. Al igual que su padre, bebe mucho, pero a diferencia de él, es muy seria ante las situaciones y a la vez es muy despreocupada en ocasiones. Trabaja en un hospital equino como cirujana especializada en caballos, pero muchas veces se reprocha no haber sido médico. Inicialmente tenía discusiones con su marido, pero avanzando la serie logran tener una relación más sólida.

## Reparto
| Personaje    | Actor original (Estados Unidos) | Actor de doblaje (Hispanoamérica) | Actor de doblaje (España) |
| ------------ | ------------------------------- | --------------------------------- | ------------------------- |
| Rick Sánchez | Justin Roiland                  | Juan Guzmán                       | Txema Moscoso             |
| Morty Smith  | Justin Roiland                  | Eder La Barrera                   | Rodri Martín              |
| Jerry Smith  | Chris Parnell                   | Héctor Indriago                   | Eduardo Bosch             |
| Summer Smith | Spencer Grammer                 | Lileana Chacón                    | Sara Iglesias             |
| Beth Smith   | Sarah Chalke                    | Rebeca Aponte                     | Susana Damas              |

## Episodios
| Temporada | Temporada | Episodios | Episodios | Emisión original        | Emisión original        |
| Temporada | Temporada | Episodios | Episodios | Primera emisión         | Última emisión          |
| --------- | --------- | --------- | --------- | ----------------------- | ----------------------- |
|           | 1         | 11        | 11        | 2 de diciembre de 2013  | 14 de abril de 2014     |
|           | 2         | 10        | 10        | 26 de julio de 2015     | 4 de octubre de 2015    |
|           | 3         | 10        | 10        | 1 de abril de 2017      | 1 de octubre de 2017    |
|           | 4         | 10        | 10        | 10 de noviembre de 2019 | 31 de mayo de 2020      |
|           | 5         | 10        | 10        | 20 de junio de 2021     | 5 de septiembre de 2021 |
|           | 6         | 10        | 10        | 4 de septiembre de 2022 | 11 de diciembre de 2022 |
|           | 7         | 10        | 10        | 15 de octubre de 2023   | 17 de diciembre de 2023 |
|           | 8         | 10        | 10        | 25 de mayo de 2025      | 27 de julio de 2025     |

## Premios y nominaciones
| Año         | Premiación                        | Categoría                                                                                  | Nominado(s)                                                                                          | Resultado | Ref.   |
| ----------- | --------------------------------- | ------------------------------------------------------------------------------------------ | --- | --------- | ------ |
| Temporada 1 |                                   |                                                                                            | |           |        |
| 2014        | BTVA Voice Acting Awards          | Best Male Vocal Performance in a Television Series in a Supporting Role — Comedy/Musical   | Chris Parnell                                                                                        | Nom       | [ 5 ]  |
| 2014        | BTVA Voice Acting Awards          | Best Female Vocal Performance in a Television Series in a Supporting Role — Comedy/Musical | Sarah Chalke                                                                                         | Nom       | [ 5 ]  |
| 2014        | IGN Awards                        | Best TV Animated Series                                                                    | Rick and Morty                                                                                       | Nom       | [ 6 ]  |
| 2014        | IGN People's Choice Award         | Best TV Animated Series                                                                    | Rick and Morty                                                                                       | Nom       | [ 6 ]  |
| 2015        | BTVA Voice Acting Awards          | Best Male Lead Vocal Performance in a Television Series — Comedy/Musical                   | Justin Roiland                                                                                       | Ganador   | [ 7 ]  |
| 2015        | Annie Awards                      | Best General Audience Animated TV/Broadcast Production                                     | Rick and Morty                                                                                       | Nom       | [ 8 ]  |
| Temporada 2 |                                   |                                                                                            | |           |        |
| 2015        | IGN Awards                        | Best Animated Series                                                                       | Rick and Morty                                                                                       | Ganador   | [ 9 ]  |
| 2015        | IGN People's Choice Award         | Best Animated Series                                                                       | Rick and Morty                                                                                       | Ganador   | [ 9 ]  |
| 2016        | BTVA Voice Acting Awards          | Best Male Lead Vocal Performance in a Television Series                                    | Justin Roiland                                                                                       | Nom       | [ 10 ] |
| 2016        | BTVA Voice Acting Awards          | Best Vocal Ensemble in a Television Series                                                 | Rick and Morty                                                                                       | Nom       | [ 10 ] |
| 2016        | Gold Derby Awards                 | Best Animated Series                                                                       | Rick and Morty                                                                                       | Nom       | [ 11 ] |
| Temporada 3 |                                   |                                                                                            | |           |        |
| 2017        | Teen Choice Awards                | Choice Animated TV Show                                                                    | Rick and Morty                                                                                       | Nom       | [ 12 ] |
| 2017        | IGN Awards                        | TV Series of the Year                                                                      | Rick and Morty                                                                                       | Nom       | [ 13 ] |
| 2017        | IGN Awards                        | Best TV Episode                                                                            | "The Ricklantis Mixup"                                                                               | Nom       | [ 14 ] |
| 2017        | IGN Awards                        | Best Animated Series                                                                       | Rick and Morty                                                                                       | Ganador   | [ 15 ] |
| 2017        | IGN Awards                        | Best Comedy Series                                                                         | Rick and Morty                                                                                       | Nom       | [ 16 ] |
| 2017        | IGN Awards                        | Best Comedic TV Performance                                                                | Justin Roiland                                                                                       | Ganador   | [ 17 ] |
| 2017        | IGN People's Choice Award         | TV Series of the Year                                                                      | Rick and Morty                                                                                       | Ganador   | [ 13 ] |
| 2017        | IGN People's Choice Award         | Best TV Episode                                                                            | "The Ricklantis Mixup"                                                                               | Nom       | [ 14 ] |
| 2017        | IGN People's Choice Award         | Best Animated Series                                                                       | Rick and Morty                                                                                       | Ganador   | [ 15 ] |
| 2017        | IGN People's Choice Award         | Best Animated Series                                                                       | Rick and Morty                                                                                       | Ganador   | [ 16 ] |
| 2017        | IGN People's Choice Award         | Best Comedic TV Performance                                                                | Justin Roiland                                                                                       | Ganador   | [ 17 ] |
| 2018        | Critics' Choice Television Awards | Best Animated Series                                                                       | Rick and Morty                                                                                       | Ganador   | [ 18 ] |
| 2018        | Annie Awards                      | Best General Audience Animated Television/Broadcast Production                             | "Pickle Rick"                                                                                        | Ganador   | [ 19 ] |
| 2018        | Annie Awards                      | Outstanding Achievement for Writing in an Animated Television/Broadcast Production         | Ryan Ridley, Dan Guterman (for "The Ricklantis Mixup")                                               | Ganador   | [ 19 ] |
| 2018        | Golden Reel Awards                | Outstanding Achievement in Sound Editing – Animation Short Form                            | Hunter Curra, Kailand Reily, Andrew Twite, Joy Elett, Jeff Halbert, Konrad Pinon (por "Pickle Rick") | Nom       | [ 20 ] |
| 2018        | Saturn Awards                     | Best Animated Series or Film on Television                                                 | Rick and Morty                                                                                       | Pendiente | [ 21 ] |

## Recepción

### Temas
Existe una discusión concerniente a los espectadores acerca de la filosofía en Rick y Morty. La mayoría de veces la serie adopta una perspectiva existencialista, mientras Harmon describe a Rick como un anarquista que no acepta que le digan lo que debe hacer. Otras filosofías se materializan a través de diferentes personajes. A través de Jerry se muestra la pasividad trágica de un ser humano patético pero cómico. Morty y Summer acaban aceptando la futilidad de su propia existencia tras el capítulo Televisión interdimensional (en inglés, Rixty Minutes): 

«Nadie tiene un propósito, nadie pertenece a ninguna parte, todos vamos a morir. Vamos a ver la tele».
Morty Smith en Interdimensional Cable.

 Esto se relaciona con teorías nihilistas, absurdistas y gran parte de la filosofía de Friedrich Nietzsche, así como con la teoría de Jean-Paul Sartre, quien determina: 

«Todo lo que existe nace sin razón, se prolonga por debilidad y muere por casualidad».
Jean-Paul Sartre, en su obra La náusea.

Los principales temas tratados son el nihilismo de Nietzsche, el existencialismo de Sartre o el terror cósmico de H. P. Lovecraft; todos ellos desde el punto de vista disidente y científico de Rick. No obstante, el resto de los personajes se encargan de adaptar estas teorías filosóficas a la vida cotidiana: la familia y su importancia, la amistad, el bien y el mal o el amor, todo ello en el plano más banal, y reciben la crítica existencialista más dura propia de la serie.

### Críticas
Rick y Morty ha recibido aclamación por parte de la crítica general, con una calificación de aprobación del 97% en el sitio web especializado Rotten Tomatoes. Además, en el sitio web Metacritic la primera temporada tiene una puntuación de 85 sobre 100. David Weigan, del San Francisco Chronicle, describe la serie como “poco convencional y ocasionalmente cruda… lo que la hace funcionar”. Alaba también la dirección de animación, a cargo de James McDermott, por ser “fresca, colorida y tan chiflada como el guion”; y afirma que la serie posee «sombras de Futurama, South Park e incluso Beetlejuice», opinando finalmente que su humor es «totalmente original».

## Otros medios y productos

### Cómics
- En la New York Comic Con de 2014, el editor jefe de Oni Press, James Lucas Jones, anunció que una adaptación al cómic de Rick y Morty se publicaría a comienzos de 2015.[28] El primero de abril de ese año, la serie lanzó su primera historieta mensual, titulada BAM!.[29] El cómic está escrito por Zac Gorman e ilustrado por C. J. Cannon. En esta adaptación gráfica, se recurre a la alternancia de líneas temporales y multidimensionales de manera que no entorpezca en su desarrollo con el argumento de la serie animada.

### Cine
- Rick y Morty, ambos con la voz de Roiland, tienen un cameo en Space Jam: A New Legacy de 2021, ya que afirman experimentar con el Demonio de Tasmania, pero dicen que estaban disgustados con los resultados.[30]

### Televisión
- Rick y Morty aparecieron en la mordaza del sofá al comienzo de Mathlete's Feat, el episodio final de la vigésima sexta temporada de Los Simpson.[31][32]